# Colaspina
Colaspina is een geslacht van kevers uit de familie bladkevers (Chrysomelidae).
De wetenschappelijke naam van het geslacht werd in 1893 gepubliceerd door Julius Weise.

## Soorten
- Colaspina saportae Grenier, 1863